# Srnice Gornje
Srnice Gornje è un villaggio nel comune di Gradačac nel cantone di Tuzla, in Bosnia ed Erzegovina. Si trova nell'entità della Federazione di Bosnia ed Erzegovina ad un centinaio di chilometri dalla capitale Sarajevo. La popolazione risale a 818 unità al censimento del 2013

## Geografia fisica
L'area di Srnice Gornje fa parte della zona climatica emiboreale: la temperatura media annuale della zona è di 9 °C. Il mese più caldo è luglio, quando la temperatura media è di 24 °C, e il più freddo è gennaio, con -6 °C. La piovosità media annua è di circa 1.300 millimetri. Il mese più piovoso è maggio, con una media di 235 millimetri di pioggia, e il più secco è marzo, con 73 millimetri di pioggia.

## Dati demografici
Secondo il censimento del 2013 la popolazione risale a 818.
| Etnia      | Numero | Percentuale |
| ---------- | ------ | ----------- |
| Bosgnacchi | 808    | 98.8%       |
| Croati     | 2      | 0.2%        |
| Serbi      | 2      | 0.2%        |
| Altro      | 6      | 0.7%        |
| Totale     | 818    | 100%        |